# Sophie Rude
Sophie Rude (Digione, 16 giugno 1797 – Parigi, 4 dicembre 1867) è stata una pittrice francese.

## Biografia
Sophie Rude al secolo Frémiet nacque a Digione da una famiglia agiata e bonapartista.Sophie ricevette delle prime lezioni da Anatole Devosge, ex allievo di Jacques-Louis David, che trasmise alla sua allieva l'influenza neoclassica del suo precedente maestro.
A seguito della caduta del Primo Impero e il ritorno dei Borboni nel 1815, la famiglia Frémiet, come molti bonapartisti, lasciò la Francia per stabilirsi a Bruxelles, allora facente parte del Regno Unito dei Paesi Bassi, uno stato di nuova creazione. Sophie Frémiet continuò in questo periodo i suoi studi artistici sotto la direzione di un altro esule, colui che era stato maestro del suo primo mentore, Jacques-Louis David.
Nel 1820, il suo dipinto intitolato Le Belle Anthia vinse il concorso dell'Accademia reale di belle arti di Gand. divenendo così un'artista molto richiesta, ottenendo numerose commissioni, in particolare per il palazzo reale di Tervueren; queste opere purtroppo non sono giunte a noi a causa dell'incendio che distrusse il castello.
Il 25 luglio 1821 , Sophie Frémiet sposò lo scultore François Rude, in precedenza artista protetto dalla famiglia Frémiet. Da lui, prenderà il suo cognome. La coppia ebbe un figlio, Amédée, nato il 20 giugno 1822.
Nel mentre continuava a ricevere importanti ccommisioni come ad esempio quella del duca di Arenberg e il suo studio inizia ad essere frequentato da giovani artisti come, per esempio, Adèle Kindt.
Nel 1827, la famiglia Rude si trasferì a Parigi e aprì un atelier in rue d'Enfer. Sophie Rude iniziò a realizzare maggiormente opere di soggetto storico al posto dei precedenti mitologici. Nel 1830, all'età di otto anni, le muore il figlio Amédée. Dal 1840 si dedicò quasi esclusivamente alla ritrattistica.
Servì da modella a suo marito, per la figura della Vittoria nel famoso altorilievo della Partenza dei volontari del 1792, anche conosciuta come La Marsigliese su uno dei quattro pilastri dell'Arco di Trionfo.
Dopo la morte del marito nel 1855, Sophie Rude si dedicò ad esporre e far conoscere il suo lavoro.

## Opere in collezioni pubbliche
A Chalon-sur-Saône, al Musée Vivant-Denon è visibile il ritratto del pittore Camille Bouchet.
A Digione, presso il Museo delle Belle Arti sono visibili:
- Ritratto di Théophile Berlier, 1817, olio su tela ;
- Ritratto di sua sorella Victorine Frémiet, 1818, olio su tela, 162 × 118 cm ;
- Ritratto di uomo, 1820 circa, olio su tela, 49,7 × 40,3 cm ;
- Ritratto del padre Louis Frémiet, 1821-1825 circa, olio su tela, 49 × 39,5 cm ;
- Arianna abbandonata nell'isola di Naxos, 1826, olio su tela ;
- Ritratto di Madame Van der Haert, nata Victorine Frémiet, 1827, olio su tela, 145 × 118 cm[6] ;
- Ritratto di Amédée Rude, 1830 circa, olio su tela, 46 × 38 cm[7] ;
- Ritratto di Monsieur Paul Émile Villeneuve, 1830 circa, olio su tela, 41 × 33 cm ;
- Il sonno della Vergine detta La Sacra Famiglia, 1831, olio su tela, 211 × 178 cm ;
- Intervista tra il principe e la duchessa di Montpensier, Salon del 1836, olio su tela, 115 × 100 cm ;
- La duchessa di Borgogna arrestata alle porte di Bruges o Rivolta a Bruges nel 1436, esposta al Salon del 1841, olio su tela, 183 × 150 cm ;
- Ritratto dell'artista, autoritratto, 1841, olio su tela, 65 × 54 cm ;
- Ritratto di François Rude, 1842, olio su tela, 100 × 81,5 cm ;
- Ritratto di giovane donna, 1849, olio su tela, 82 × 65 cm ;
- Ritratto di Madame Bassereau, 1852, olio su tela ;
- Ritratto di Paul Cabet, 1854, olio su tela ;
- Ritratto di Jean-Baptiste Van der Haert, 1856, olio su tela, 73 × 59 cm ;
- Ritratto di Césarine Huet, 1861, olio su tela, 101 × 81 cm ;
- Ritratto di Monsieur Petit, Paymaster General, 1861, olio su tela, 101 × 82 cm ;
- Ritratto di Madame Vauzelles e sua figlia, 1861, olio su tela, 101 × 81,5 cm ;
- Ritratto di Madame Gerbois e sua figlia, 1861, olio su tela, 100 × 80 cm ;
- Ritratto di Jean Auguste Devillebichot, 1862 circa, olio su tela, 41 × 31 cm ;
- Ritratto di Monsieur Wasset, consigliere referendario della Corte dei conti, 1862 circa, olio su tela, 76 × 61 cm.

Conservato a Gray, nel Museo Baron-Martin è presente il Ritratto di Madame Gerbois (o Guerbois) con sua figlia, 1861, olio su tela, 100 × 81 cm.
Al Museo del Louvre è conservato il Ritratto di Bernard Wolf (attore, autore e direttore del Théâtre de la Monnaie di Bruxelles), olio su tela, 125 × 85 cm.

Opere di Sophie Rude
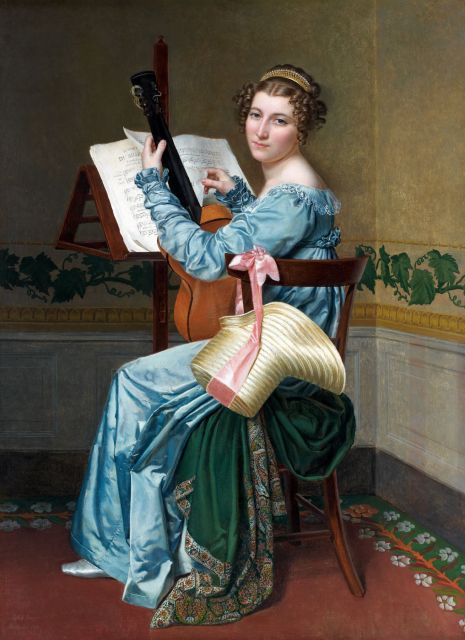
Ritratto di Victorine Frémiet, sorella dell'artista, 1818
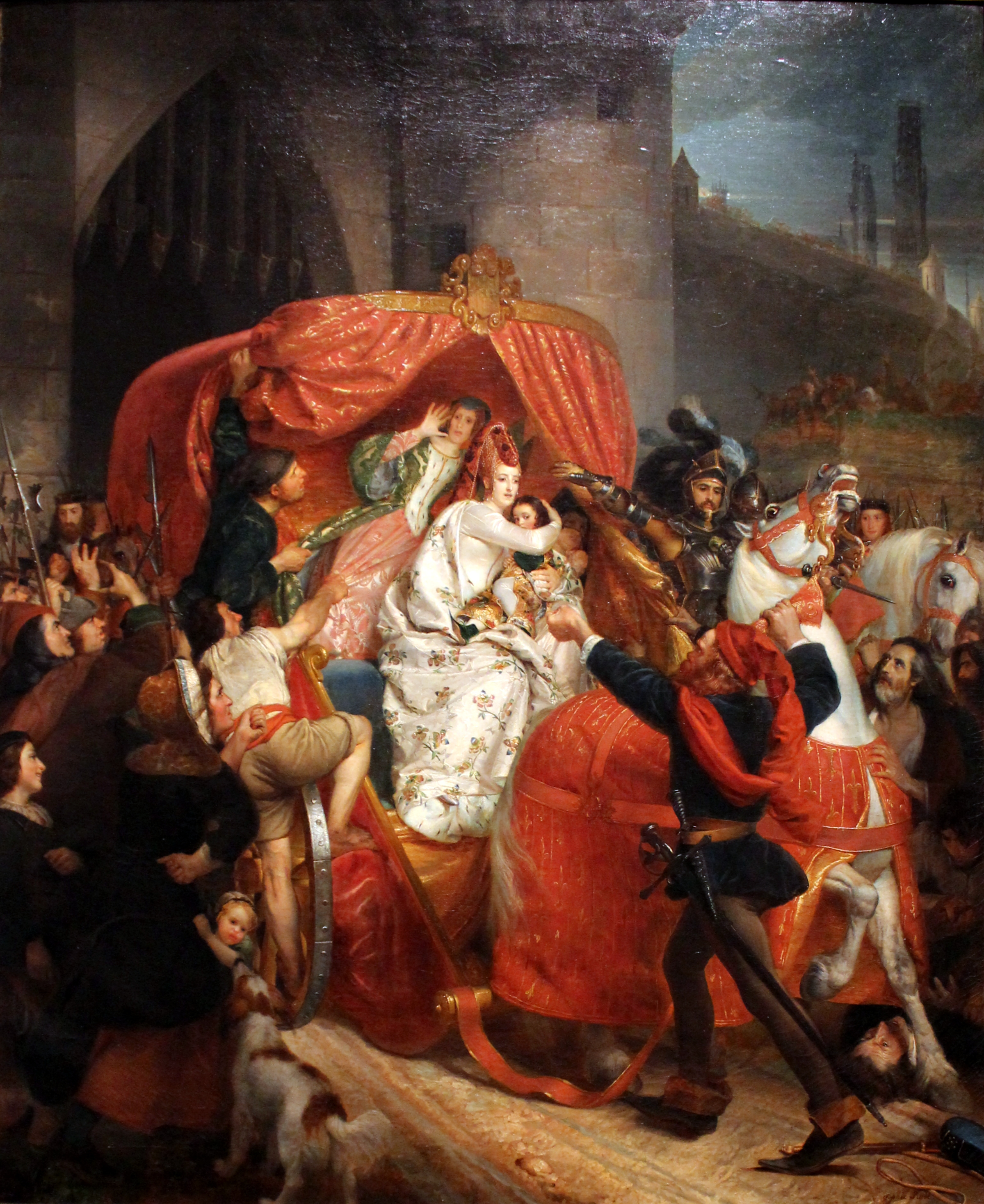
La duchessa di Borgogna arrestata alle porte di Bruges, 1841, Museo delle Belle Arti di Digione
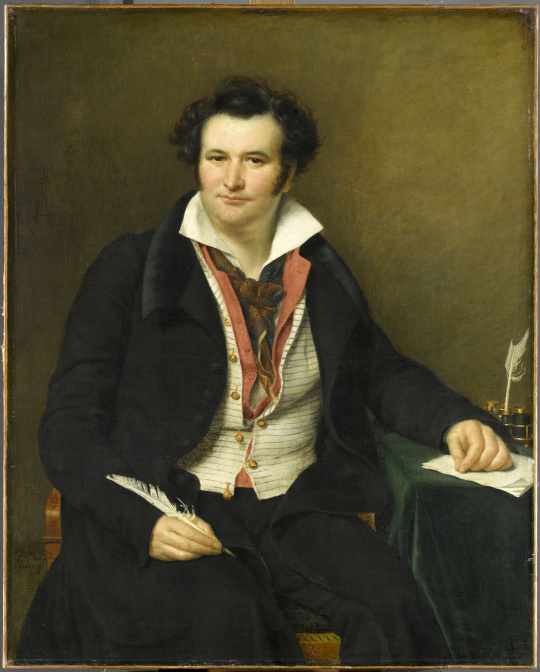
Ritratto di Bernard Wolf (1778-1850), 1825 circa, Museo del Louvre
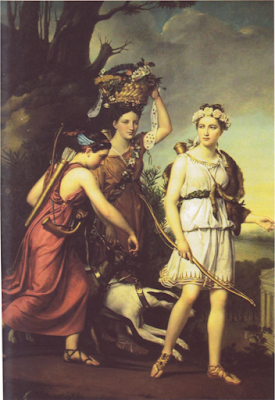
La Belle Anthia, 1820
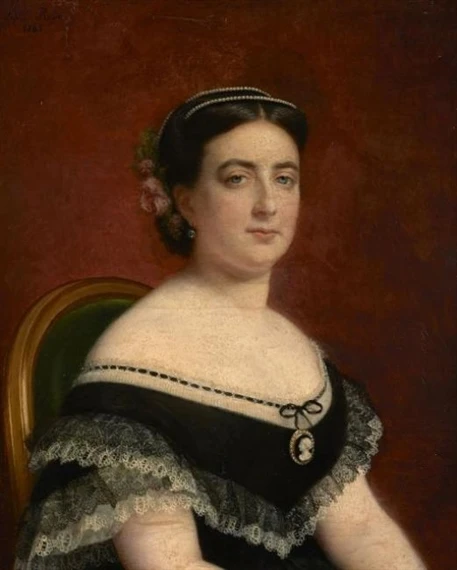
Ritratto di una donna in abito nero
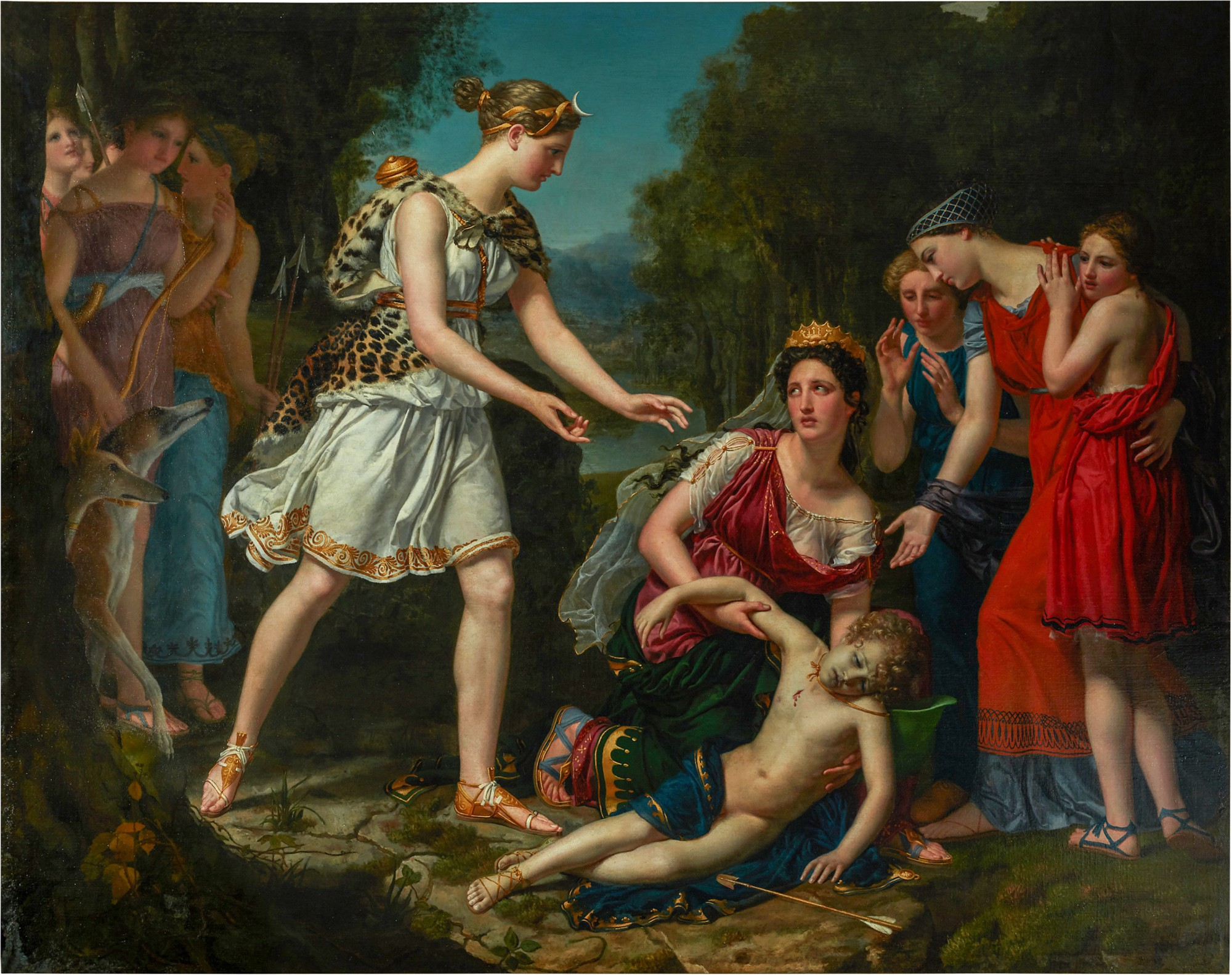
La morte di Cenchiria, figlio di Nettuno e della ninfa Peirene, 1821-1823
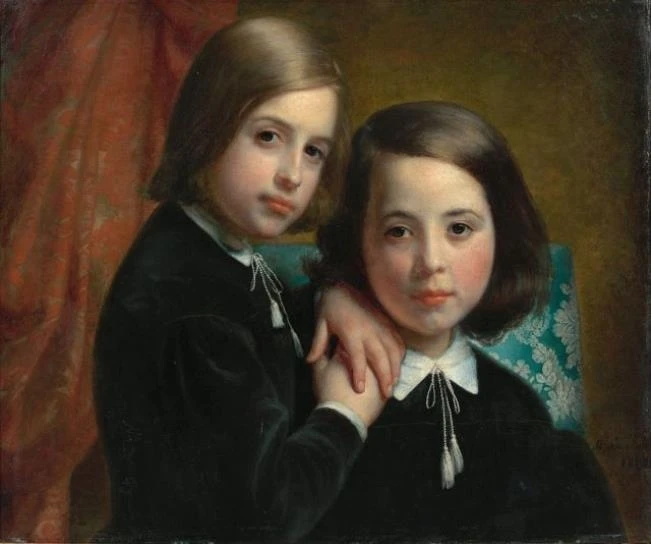
Ritratto di due bambini

## Mostre
- Francois e Sophie Rude : Una coppia di artisti nel 19º secolo, cittadini della Libertà, Museo delle Belle Arti di Digione, 2012.[1][9]